# Zápas na Letních olympijských hrách 1972 – muži, volný styl do 100 kg
Zápas ve volném stylu ve váhové kategorii do 100 kg na Letních olympijských hrách 1972 v Mnichově probíhal od 27. do 31. srpna. O medaile se utkalo 17 zápasníků.

## Turnajové výsledky
Byl použit systém eliminace zápornými body. Zápasník, který nasbíral 6 negativních bodů, byl vyřazen z dalších bojů. Když zůstali v turnaji poslední tři, rozhodlo o jejich konečném pořadí speciální finálové kolo. 
Legenda
- DNA — Nenastoupil
- TPP — Celkem trestných bodů
- MPP — Trestných bodů v zápase

Penalizace
- 0 — Lopatkové vítězství, vítězství pro pasivitu, zranění, nebo diskvalifikaci protivníka
- 0.5 — Vítězství pro technickou převahu
- 1 — Vítězství na body
- 2 — Remíza
- 2.5 — Remíza, pasivita
- 3 — Prohra na body
- 3.5 — Prohra pro technickou převahu soupeře
- 4 — Lopatková prohra, prohra z důvodu pasivity, zranění, nebo diskvalifikace

### Kolo 1
| TPP | MPP |                              | Čas  |                      | MPP | TPP |
| --- | --- | ---------------------------- | ---- | -------------------- | --- | --- |
| 1   | 1   | Vasil Todorov (BUL)          |      | Gerd Bachmann (GDR)  | 3   | 3   |
| 0   | 0   | Ivan Jarygin (URS)           | 0:27 | Bruno Jutzeler (SUI) | 4   | 4   |
| 4   | 4   | Šizuo Jada (JPN)             | 1:24 | Harry Geris (CAN)    | 0   | 0   |
| 0   | 0   | Enache Panait (ROU)          | 5:08 | Robert N'Diaye (SEN) | 4   | 4   |
| 1   | 1   | Abolfazl Anvari (IRI)        |      | Karel Engel (TCH)    | 3   | 3   |
| 1   | 1   | Chorloogijn Bajanmönch (MGL) |      | Alfons Hecher (FRG)  | 3   | 3   |
| 3   | 3   | Henk Schenk (USA)            |      | József Csatári (HUN) | 1   | 1   |
| 1   | 1   | Ryszard Długosz (POL)        |      | Julio Tamussin (ITA) | 3   | 3   |
| 0   |     | Alaattin Yıldırım (TUR)      |      | Bye                  |     |     |

### Kolo 2
| TPP | MPP |                         | Čas  |                              | MPP | TPP |
| --- | --- | ----------------------- | ---- | ---------------------------- | --- | --- |
| 4   | 4   | Alaattin Yıldırım (TUR) | 0:00 | Vasil Todorov (BUL)          | 0   | 1   |
| 7   | 4   | Gerd Bachmann (GDR)     | 2:11 | Ivan Jarygin (URS)           | 0   | 0   |
| 4   | 0   | Bruno Jutzeler (SUI)    | 4:20 | Šizuo Jada (JPN)             | 4   | 8   |
| 3   | 3   | Harry Geris (CAN)       |      | Enache Panait (ROU)          | 1   | 1   |
| 8   | 4   | Robert N'Diaye (SEN)    | 2:09 | Abolfazl Anvari (IRI)        | 0   | 1   |
| 7   | 4   | Karel Engel (TCH)       | 1:32 | Chorloogijn Bajanmönch (MGL) | 0   | 1   |
| 4   | 1   | Alfons Hecher (FRG)     |      | Henk Schenk (USA)            | 3   | 6   |
| 1   | 0   | József Csatári (HUN)    | 8:28 | Ryszard Długosz (POL)        | 4   | 5   |
| 3   |     | Julio Tamussin (ITA)    |      | Bye                          |     |     |

### Kolo 3
| TPP | MPP |                         | Čas  |                              | MPP | TPP |
| --- | --- | ----------------------- | ---- | ---------------------------- | --- | --- |
| 6.5 | 3.5 | Julio Tamussin (ITA)    |      | Vasil Todorov (BUL)          | 0.5 | 1.5 |
| 0   | 0   | Ivan Jarygin (URS)      | 2:20 | Harry Geris (CAN)            | 4   | 7   |
| 8   | 4   | Bruno Jutzeler (SUI)    | 7:42 | Enache Panait (ROU)          | 0   | 1   |
| 5   | 4   | Abolfazl Anvari (IRI)   | 2:04 | Chorloogijn Bajanmönch (MGL) | 0   | 1   |
| 7   | 3   | Alfons Hecher (FRG)     |      | József Csatári (HUN)         | 1   | 2   |
| 5   |     | Ryszard Długosz (POL)   |      | Bye                          |     |     |
| 4   |     | Alaattin Yıldırım (TUR) |      | DNA                          |     |     |

### Kolo 4
| TPP | MPP |                       | Čas  |                              | MPP | TPP |
| --- | --- | --------------------- | ---- | ---------------------------- | --- | --- |
| 7   | 2   | Ryszard Długosz (POL) |      | Vasil Todorov (BUL)          | 2   | 3.5 |
| 0   | 0   | Ivan Jarygin (URS)    | 2:58 | Abolfazl Anvari (IRI)        | 4   | 9   |
| 5   | 4   | Enache Panait (ROU)   | 4:27 | Chorloogijn Bajanmönch (MGL) | 0   | 1   |
| 2   |     | József Csatári (HUN)  |      | Bye                          |     |     |

### Kolo 5
| TPP | MPP |                              | Čas  |                     | MPP | TPP |
| --- | --- | ---------------------------- | ---- | ------------------- | --- | --- |
| 2   | 0   | József Csatári (HUN)         | 8:56 | Vasil Todorov (BUL) | 4   | 7.5 |
| 0   | 0   | Ivan Jarygin (URS)           | 1:47 | Enache Panait (ROU) | 4   | 9   |
| 1   |     | Chorloogijn Bajanmönch (MGL) |      | Bye                 |     |     |

### Finále
Výsledky z předchozích kol se započítávají do finále (žlutě zvýrazněno).
| TPP | MPP |                              | Čas  |                              | MPP | TPP |
| --- | --- | ---------------------------- | ---- | ---------------------------- | --- | --- |
|     | 1   | Chorloogijn Bajanmönch (MGL) |      | József Csatári (HUN)         | 3   |     |
|     | 0   | Ivan Jarygin (URS)           | 5:21 | Chorloogijn Bajanmönch (MGL) | 4   | 5   |
| 7   | 4   | József Csatári (HUN)         | 2:04 | Ivan Jarygin (URS)           | 0   | 0   |

## Finálové pořadí
1. Ivan Jarygin (URS)
2. Chorloogijn Bajanmönch (MGL)
3. József Csatári (HUN)
4. Vasil Todorov (BUL)
5. Enache Panait (ROU)
6. Ryszard Długosz (POL)